# Циман, Соня
Со́ня Элис Сельма Тони Ци́ман (нем. Sonja Alice Selma Toni Ziemann; 8 февраля 1926[…], Айхвальде, Бранденбург — 17 февраля 2020, Мюнхен) — немецкая актриса, танцовщица и певица.

## Биография
В 10 лет Соня увлеклась балетом и была принята в берлинскую танцевальную школу Татьяны Гзовской. Дебютировала на сцене в 1941 году. Её кинокарьера началась в 1942 году с небольших ролей. 
Циман получила известность в 1950-е годы благодаря ролям в таких фильмах, как «Шварцвальдская девушка» и «Зелен луг». Некоторое время Соня Циман и её коллега Рудольф Прак, с которым она снялась в нескольких фильмах, считались идеальной парой в западнонемецком кинематографе.
Соня Циман была замужем трижды. Первый брак — в 1953—1956 годах с висбаденским фабрикантом Рудольфом Хамбахом, у них родился сын. В 1961—1968 годах Циман была замужем за польским писателем Мареком Хласко. В 1989 году она вышла замуж в третий раз за актёра и режиссёра Шарля Ренье. Проживала на Тегернском озере в Баварии и в Санкт-Морице.

## Фильмография
- 1941: Ein Windstoß
- 1943: Die Jungfern vom Bischofsberg
- 1943: Geliebter Schatz
- 1944: Eine kleine Sommermelodie
- 1944: Hundstage
- 1945: Freunde
- 1945/47: Liebe nach Noten
- 1946: Allez Hopp
- 1946: Sag’ die Wahrheit
- 1947: Spuk im Schloß
- 1947: Herzkönig
- 1948: Danke, es geht mir gut
- 1948: Wege im Zwielicht
- 1949: Nichts als Zufälle
- 1949: Vier junge Detektive
- 1949: Nächte am Nil
- 1949: Um eine Nasenlänge
- 1949: Nach Regen scheint Sonne
- 1950: Eine Nacht im Separee
- 1950: Maharadscha wider Willen
- 1950: Schwarzwaldmädel
- 1950: Die lustigen Weiber von Windsor
- 1951: Schön muß man sein
- 1951: Die Frauen des Herrn S.
- 1951: Johannes und die 13 Schönheitsköniginnen
- 1951: Grün ist die Heide
- 1952: Die Diebin von Bagdad
- 1952: Alle kann ich nicht heiraten
- 1952: Muss das sein, Fräulein (Made in Heaven)
- 1952: Am Brunnen vor dem Tore
- 1953: Hollandmädel
- 1953: Christina
- 1953: Mit siebzehn beginnt das Leben
- 1953: Die Privatsekretärin
- 1954: Bei Dir war es immer so schön
- 1954: Meine Schwester und ich
- 1954: Die sieben Kleider der Katrin
- 1954: Große Starparade
- 1954: Царевич — Der Zarewitsch
- 1955: Liebe ohne Illusion
- 1955: Ich war ein häßliches Mädchen
- 1955: Девушки без границ / Mädchen ohne Grenzen — Хельга, стюардесса — главная роль
- 1956: Das Bad auf der Tenne
- 1956: Dany, bitte schreiben Sie
- 1956: Бал в опере — Opernball
- 1956: Kaiserball
- 1956: Nichts als Ärger mit der Liebe
- 1957: Весна в Берлине — Frühling in Berlin
- 1957: Die große Sünde
- 1957: Frauenarzt Dr. Bertram
- 1957: Помолвка в Цюрихе — Die Zürcher Verlobung
- 1958: Gli italiani sono matti
- 1958: Шутник — Tabarin
- 1958: Восьмой день недели — Der achte Wochentag
- 1958: Die Beklagte
- 1958: Sérénade au Texas
- 1958: Собаки, вы хотите жить вечно? — Hunde, wollt ihr ewig leben
- 1959: Liebe auf krummen Beinen
- 1959: Menschen im Hotel
- 1959: Abschied von den Wolken
- 1959: Штрафной батальон 999 — Strafbataillon 999
- 1959: Ночь над Готенхафеном — Nacht fiel über Gotenhafen
- 1960: Дело Набоба
- 1960: Последняя граница — The Secret Ways
- 1961: Denn das Weib ist schwach
- 1961: Verpfiffen
- 1961: Der Traum von Lieschen Müller
- 1961: Ihr schönster Tag
- 1962: Journey into Nowhere
- 1962: Axel Munthe — Der Arzt von San Michele
- 1964: Frühstück mit dem Tod
- 1965: 2x2 im Himmelbett
- 1965: Madeleine und Manouche
- 1965: Das Leben des Horace A.W. Tabor
- 1967: Josephine
- 1967: Liebesgeschichten
- 1969: Ремагенский мост — The Bridge at Remagen
- 1969: Де Сад — De Sade
- 1970: Alle hatten sich abgewandt
- 1970: Fröhliche Weihnachten
- 1971: Das Messer
- 1973: Комиссар полиции — Der Kommissar
- 1977: Das Biest
- 1996: Guten Morgen, Mallorca
- 1997: Park Hotel Stern
- 2011: Germaine Damar — Der tanzende Stern